# Wiggins Airways
Wiggins Airways — американская грузовая и чартерная авиакомпания, которая базируется в Манчестере, Нью-Гампшир в аэропорту Манчестер-Бостон.

## История
Авиакомпания Wiggins Airways была основана в 1927 г. и обосновалась в Манчестере, Нью-Гэмпшир. Wiggins Airways была куплена своими сотрудниками во время создания ESOP. В настоящее время в компании работает более 160 человек в офисах и в терминалах. Также Wiggins Airways обеспечивает заправку и обслуживание других коммерческих самолётов.

## Флот
В данное время в компании 52 самолёта. Но большинство самолётов используют авиакомпании UPS Airlines и FedEx Express.
На март 2009 года в Wiggins Airways было:
- 1 Raytheon Beech B99
- 31 Cessna 208 Caravan (C208)
- 1 Beech A100 King Air
- 1 Cessna 402